# Schlossmuseum Pillnitz

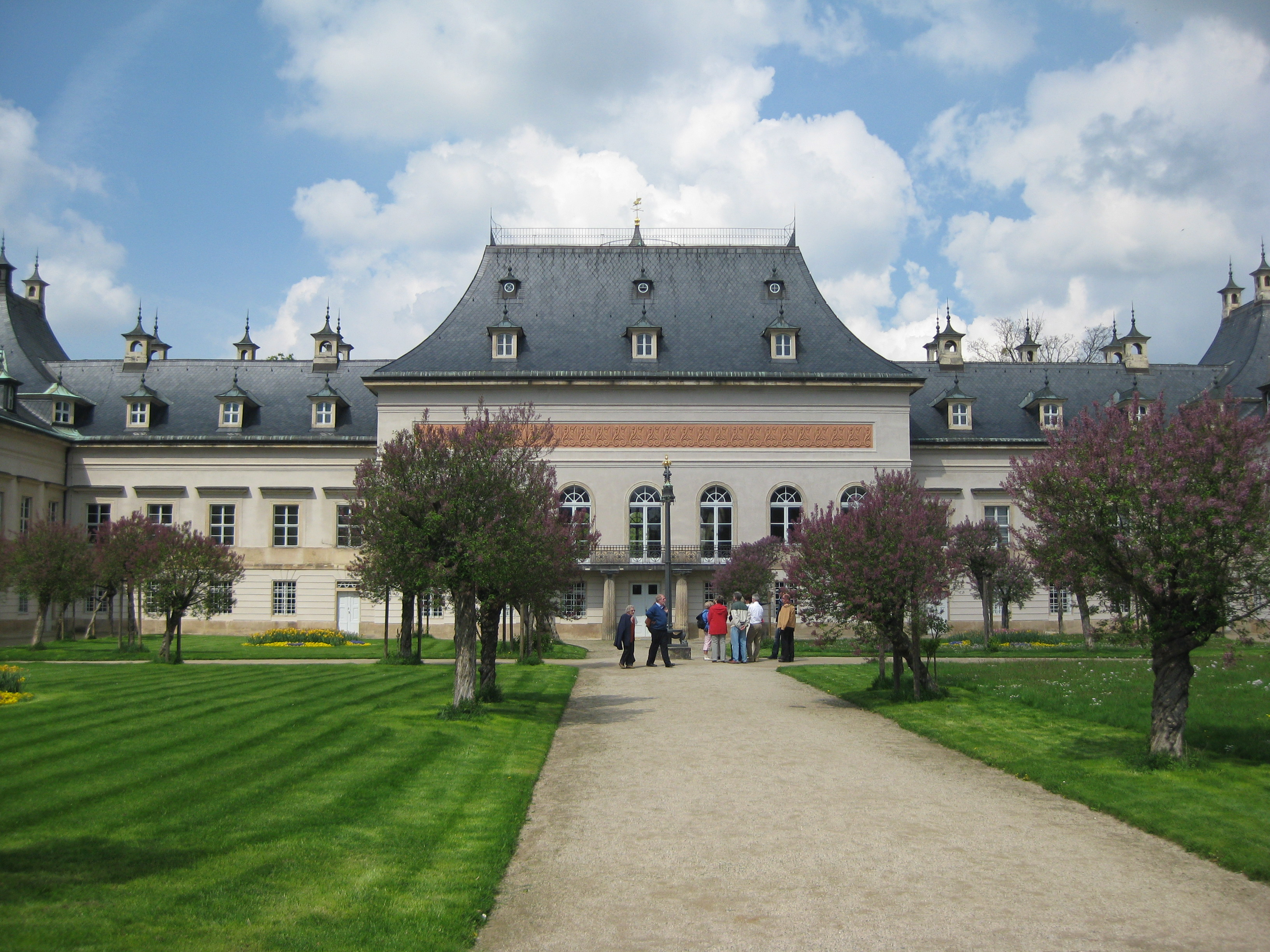
Neues Palais des Schlosses Pillnitz, Sitz des Schlossmuseums

Das Schlossmuseum Pillnitz ist ein Museum der Staatlichen Schlösser, Burgen und Gärten zur Geschichte von Schloss Pillnitz in der sächsischen Landeshauptstadt Dresden.

## Standort
Das Museum ist im Pillnitzer Schloss im Südosten Dresdens untergebracht. Es befindet sich im Neuen Palais und dessen Nebengebäuden im südöstlichen Teil des Schlosses im Bereich August-Böckstiegel-Straße. Das Museum präsentiert den Kuppelsaal, die katholische Schlosskapelle sowie die ehemalige Königliche Hofküche. Andere Dresdner Museen in der Nähe sind das ebenfalls im Schloss Pillnitz untergebrachte Dresdner Kunstgewerbemuseum der Staatlichen Kunstsammlungen sowie das städtische Carl-Maria-von-Weber-Museum in Hosterwitz. Im benachbarten Pirnaer Stadtteil Graupa befindet sich das Richard-Wagner-Museum.

## Sammlung und Ausstellung
Das Schlossmuseum Pillnitz veranschaulicht die Geschichte von Schloss und Park Pillnitz sowie das höfische Leben. Die Dauerausstellung „Vom Spielschloss zur Sommerresidenz“ enthält neben einer Wettiner-Ahnengalerie mit Grafiken und Büsten sächsischer Herrscher auch Gebrauchsgegenstände des sächsischen Hofes, eine Videoinstallation zur Geschichte des Schlossbaus in Pillnitz sowie den „Hortus Pillnitziensis“, eine Ausstellung über die botanische Sammelleidenschaft Friedrich Augusts des Gerechten. Das Museum ist alljährlich von April bis Oktober geöffnet. In den fünf übrigen Monaten hat es Winterpause.

### Spätklassizistischer Kuppelsaal
Der Kuppelsaal im Schloss Pillnitz ist der einzige klassizistische Kuppelbau in Dresden. Er befindet sich im Neuen Palais und wurde 1823 als großer Fest- und Speisesaal eingeweiht. Carl Christian Vogel von Vogelstein schuf für den Kuppelsaal Deckengemälde mit den Allegorien und Vertretern der Künste.

### Katholische Schlosskapelle

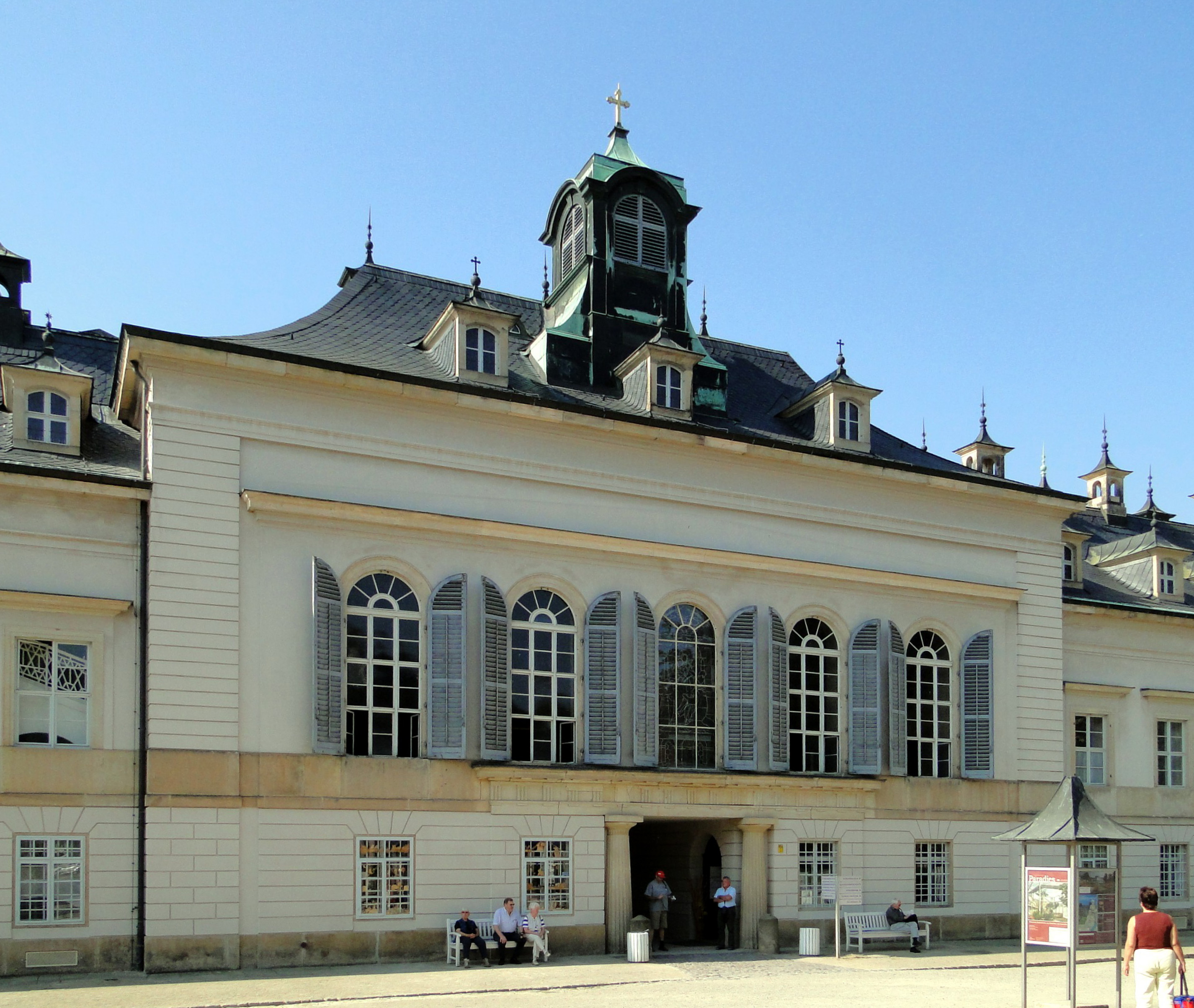
Schlosskapelle Pillnitz

Die einschiffige Katholische Hofkapelle im nordöstlichen Seitenflügel des Neuen Palais entstand zwischen 1823 und 1829. Carl Christian Vogel von Vogelstein gestaltete diesen Gebäudeteil reich mit religiösen Fresken. Gemeinsam mit Studenten der Dresdner Kunstakademie malte er die Kapelle mit einem Marienzyklus aus.

### Königliche Hofküche
Die ehemalige Königliche Hofküche im südöstlichen Seitenflügel des Neuen Palais entstand in den Jahren 1822/23. Nach der Abdankung der Wettiner 1918 wurde sie anderweitig genutzt. Im weiteren Verlauf des 20. Jahrhunderts waren sowohl die ursprüngliche Raumstruktur als auch das alte Inventar zerstört worden oder verloren gegangen. Von 2000 bis 2003 wurde die Hofküche deshalb nach historischen Vorbildern rekonstruiert. Möbel und Teile der Kochmaschinen sind originalgetreue Nachbauten und die Ausstattungsstücke, darunter altes Kochgeschirr und Besteck, Ankäufe verschiedener Herkunft. Das ausgestellte Küchenkupfer, das vom sächsischen Hof stammt, hatte der Freistaat größtenteils 2001 angekauft.